# Howard Kingsbury
Howard Kingsbury   (Nova York, 11 de setembre de 1904 - Yarmouth Port, 27 d'octubre de 1991) fou un remer estatunidenc que va competir durant la dècada de 1920. Fou el pare del també remer Fred Kingsbury, medallista als Jocs de Londres de 1948.
El 1924 va prendre part en els Jocs Olímpics de París, on guanyà la medalla d'or en la prova del vuit amb timoner del programa de rem.